# Midden-Duitse bruinkoolmijnstreek
De Midden-Duitse bruinkoolmijnstreek (Duits: Mitteldeutsches Braunkohlerevier) is een gebied in Midden-Duitsland waar sinds de 19de eeuw bruinkool wordt gewonnen door dagbouw voor industrieel gebruik.
Bruinkoolwinning was de belangrijkste energiebron van de DDR economie, dit gebied samen met de Lausitzer bruinkoolmijnstreek. De Lausitzer und Mitteldeutsche Bergbau-Verwaltungsgesellschaft (LMBV) houdt zich actief bezig met de sanering van deze gebieden.

## lijst van mijngroeves in de Midden-Duitse bruinkoolmijnstreek
| naam (plaatsnaam)                                           | deelstaat      | begin | einde    | grootte (ha)                           | status (naam van het meer)   | bedrijf (centrale)                              |
| ----------------------------------------------------------- | -------------- | ----- | -------- | -------------------------------------- | ---------------------------- | ----------------------------------------------- |
| dagbouw Amsdorf (Amsdorf)                                   | Sachsen-Anhalt | 1958  | ca. 2035 | 1000                                   | in gebruik                   | Romonta GmbH                                    |
| dagbouw Bockwitz                                            | Sachsen        | 1982  | 1992     | 1510                                   | onder water (Bockwitzer See) | VEB Braunkohlenwerk Borna                       |
| dagbouw Breitenfeld (Breitenfeld)                           | Sachsen        | 1982  | 1991     | 382                                    | gesloten                     | –                                               |
| dagbouw Cospuden (Cospuden)                                 | Sachsen        | 1981  | 1993     | 321                                    | onder water (Cospudener See) | –                                               |
| dagbouw Delitzsch-Südwest (Delitzsch)                       | Sachsen        | 1977  | 1993     | 1439                                   | gesloten                     | –                                               |
| dagbouw Espenhain (Espenhain)                               | Sachsen        | 1937  | 1996     | 3831                                   | gesloten                     | –                                               |
| dagbouw Geiseltal (Geiseltal)                               | Sachsen-Anhalt | 1929  | 1993     | 2600 ha groeve, 1900 ha wateroppervlak | gesloten                     | –                                               |
| dagbouw Goitzsche (Goitzsche)                               | Sachsen-Anhalt | 1949  | 1991     | 6000                                   | gesloten                     | –                                               |
| dagbouw Golpa-Nord                                          | Sachsen-Anhalt | 1958  | 1991     | 1685                                   | gesloten                     | –                                               |
| dagbouw Gröbern                                             | Sachsen-Anhalt | 1984  | 1993     | 585                                    | gesloten                     | –                                               |
| dagbouw Groitzscher Dreieck                                 | Sachsen        | 1974  | 1991     | 564                                    | uitgesteld tot 2030          | –                                               |
| dagbouw Großkayna/dagbouw Kayna-Süd (Großkayna/Kayna)       | Sachsen-Anhalt | 1948  | 1972     | 1321                                   | gesloten                     | –                                               |
| dagbouw Haselbach                                           | Sachsen        | 1954  | 1993     | 1024                                   | gesloten                     | –                                               |
| dagbouw Köckern (Köckern)                                   | Sachsen-Anhalt | 1984  | 1992     | 378                                    | gesloten                     | –                                               |
| dagbouw Königsaue (Königsaue)                               | Sachsen-Anhalt | 1919  | 1977     | 579                                    | onder water                  | –                                               |
| dagbouw Merseburg-Ost (Merseburg)                           | Sachsen-Anhalt | 1971  | 1991     | 1685                                   | gesloten                     | –                                               |
| dagbouw Mücheln (Mücheln/Braunsbedra)                       | Sachsen-Anhalt | 1698  | 1993     | 3381                                   | gesloten                     | –                                               |
| dagbouw Muldenstein (Muldenstein)                           | Sachsen-Anhalt | 1951  | 1975     | 6300                                   | gesloten                     | –                                               |
| dagbouw Nachterstedt/Schadeleben (Nachterstedt/Schadeleben) | Sachsen-Anhalt | 1856  | 1991     | 991                                    | onder water (Concordiasee)   | –                                               |
| dagbouw Peres                                               | Sachsen        | 1963  | 1991     | 1374                                   | gesloten                     | –                                               |
| dagbouw Profen (Profen)                                     | Sachsen-Anhalt | 1941  | 2035     | 1660                                   | in gebruik                   | Mitteldeutsche Braunkohlengesellschaft (MIBRAG) |
| dagbouw Vereinigtes Schleenhain (Schleenhain)               | Sachsen        | 1949  | ca. 2040 | 2500                                   | in gebruik                   | Mitteldeutsche Braunkohlengesellschaft (MIBRAG) |
| dagbouw Witznitz (Witznitz)                                 | Sachsen        | 1942  | 1993     | 1875                                   | onder water                  | VEB Braunkohlenwerk Borna                       |
| dagbouw Zipsendorf-Süd (Zipsendorf)                         | Sachsen-Anhalt |       | na 1955  |                                        | onder water                  | –                                               |
| dagbouw Zwenkau (Zwenkau)                                   | Sachsen        | 1921  | 1999     | –                                      | onder water                  | –                                               |